# Соснин, Владимир Владимирович
Владимир Владимирович Соснин — советский и российский учёный-металлург, специалист в области магнитомягких сплавов и электротехнических сталей. Директор института прецизионных сплавов ЦНИИчермета им. И.П.Бардина в 1991-2008 гг. Лауреат Государственной премии СССР, награжден орденами и медалями.

## Биография
После окончания Московского института стали в 1956 г. В.В.Соснин в течение всей жизни работал в Институте прецизионных сплавов ЦНИИчермет им. И.П.Бардина в должностях ведущего научного сотрудника, заведующего лабораторией магнитно-мягких сплавов. В 1986 году одновременно назначен Главным конструктором по разработке аморфных сплавов и сталей инженерного центра "Аморфные и микрокристаллические сплавы" ЦНИИчермет им. И.П.Бардина. С 1991 года и до своей смерти - директор Института прецизионных сплавов ЦНИИчермет им. И.П.Бардина.

## Научная и производственная деятельность
Основными направлениями научной деятельности В.В. Соснина были:
- разработка высокопроницаемых магнитно-мягких сплавов
- разработка магнитных материалов со специальным сочетанием свойств
- разработка и внедрение аморфных и микрокристаллических сплавов.

Под руководством В.В. Соснина и при его непосредственном участии разработана технология процесса и освоено промышленное производство тончайшей ленты электротехнических сталей с электроизоляционным покрытием высших марок, разработана и внедрена в производство серия магнитно-мягких сплавов со специальным сочетанием свойств, серия аморфных и микрокристаллических сплавов.
Большинство изобретений при его непосредственном участии внедрены на заводах отрасли – «Электросталь», Ленинградский Сталепрокатный завод, Уральский завод прецизионных сплавов, Новолипецкий металлургический комбинат, Ашинский и Верх-Исетский металлургические заводы и др.
Результаты научных трудов В.В.Соснина отражены более чем в 60 печатных работах и 30 авторских свидетельствах и патентах.

## Признание
За достижения в области разработки, исследования и внедрения новых прецизионных сплавов и электротехнических сталей В.В.Соснину была присуждена Государственная премия СССР. Он был награжден Орденом «Знак почёта» и медалями.